# 漕河泾开发区公园
漕河泾开发区公园是中華人民共和國上海市徐匯區的一個公園，面积4.42公顷，由漕河泾开发区投资建设，該公園也是上海市首個由企業建造的公園，竣工於1998年12月。該公園被田林路分割為南園和北園。公園內有網球場和高爾夫球場。